# Romano di Lombardia
Romano di Lombardia es una localidad y comune italiana de la provincia de Bérgamo, región de Lombardía, con 18288 habitantes.

## Evolución demográfica
| Gráfica de evolución demográfica de Romano di Lombardia entre 1861 y 2001 |
|                                                                           |
| Fuente ISTAT - elaboración gráfica de Wikipedia                           |